# Sportclub Preußen 06 Münster 1979-1980
Questa voce raccoglie le informazioni riguardanti lo Sportclub Preußen 06 Münster nelle competizioni ufficiali della stagione 1979-1980.

## Stagione
Nella stagione 1979-1980 il Preussen Munster, allenato da Werner Biskup, concluse il campionato di 2. Bundesliga al 10º posto. In Coppa di Germania il Preussen Munster fu eliminato al primo turno dall'Eintracht Braunschweig.

## Rosa
| N. |                     | Ruolo | Calciatore          |
| -- | ------------------- | ----- | ------------------- |
|    | Germania (bandiera) | P     | Hans-Jakob Klingen  |
|    | Germania (bandiera) | P     | Dietmar Linders     |
|    | Germania (bandiera) | P     | Ralf Zumdick        |
|    | Germania (bandiera) | D     | Dieter Agatha       |
|    | Germania (bandiera) | D     | Horst Angel         |
|    | Germania (bandiera) | D     | Karl Heinz Krekeler |
|    | Germania (bandiera) | D     | Friedhelm Schütte   |
|    | Germania (bandiera) | D     | Oswald Semlits      |
|    | Germania (bandiera) | D     | Jürgen Wältermann   |
|    | Germania (bandiera) | C     | Peter Fraßmann      |

| N. |                     | Ruolo | Calciatore         |
| -- | ------------------- | ----- | ------------------ |
|    | Germania (bandiera) | C     | Ulrich Hintzen     |
|    | Germania (bandiera) | C     | Uwe Schäfers       |
|    | Germania (bandiera) | C     | Johannes Stetskamp |
|    | Germania (bandiera) | A     | Konrad Corbach     |
|    | Germania (bandiera) | A     | Werner Fuchs       |
|    | Germania (bandiera) | A     | Peter Füllborn     |
|    | Germania (bandiera) | A     | Thomas Lander      |
|    | Germania (bandiera) | A     | Rainer Leifken     |
|    | Germania (bandiera) | A     | Wilhelm Mense      |

## Organigramma societario
Area tecnica
- Allenatore: Werner Biskup
- Allenatore in seconda:
- Preparatore dei portieri:
- Preparatori atletici:

## Calciomercato

### Sessione estiva
| Acquisti | Acquisti      | Acquisti          | Acquisti |
| R.       | Nome          | da                | Modalità |
| -------- | ------------- | ----------------- | -------- |
| D        | Dieter Agatha | Monaco 1860       |          |
| A        | Sigfried Held | Borussia Dortmund |          |
| A        | Thomas Lander | Schalke 04        |          |

| Cessioni | Cessioni             | Cessioni               | Cessioni |
| R.       | Nome                 | a                      | Modalità |
| -------- | -------------------- | ---------------------- | -------- |
| A        | Sigfried Held        | Uerdingen 05           |          |
| A        | Elmar Jürgens        | Fortuna Colonia        |          |
| C        | Hans-Jürgen Gede     | Fortuna Colonia        |          |
| D        | Rolf Grünther        | Monaco 1860            |          |
| C        | Roland Mall          | Viktoria Colonia       |          |
| A        | Ranko Petković       | Rot-Weiß Lüdenscheid   |          |
| C        | Hans-Jürgen Salewski | Eintracht Braunschweig |          |

### Sessione invernale
| Acquisti | Acquisti | Acquisti | Acquisti |
| R.       | Nome     | da       | Modalità |
| -------- | -------- | -------- | -------- |

| Cessioni | Cessioni      | Cessioni | Cessioni |
| R.       | Nome          | a        | Modalità |
| -------- | ------------- | -------- | -------- |
| C        | Edmund Kaczor | Duisburg |          |

## Risultati

### 2. Bundesliga

#### Girone di andata
| Arbitro: | Heitmann |

|  |           |            |
|  | Marcatori | 53’ Kaczor |

| Arbitro: | Barnick |

|                                   |           |  |
| Mense 14’ Jürgens 24’ Hintzen 86’ | Marcatori |  |

| Arbitro: | Gabor |

|                            |           |  |
| Dietrich 25’, 64’ Toth 54’ | Marcatori |  |

| Arbitro: | Malbranc |

|                                 |           |                                   |
| Jürgens 16’ Kaczor 20’ Held 52’ | Marcatori | 43’ (rig.) Behrends 74’ Genschick |

| Arbitro: | Redelfs |

|                                         |           |             |
| Heise 50’ Krüger 80’ Seegler 86’ (rig.) | Marcatori | 27’ Jürgens |

| Arbitro: | Horstmann |

|                                       |           |            |
| Semlits 24’ Mense 46’ Kaczor 76’, 90’ | Marcatori | 48’ Oehler |

| Arbitro: | Uhlig |

|                          |           |            |
| Schock 53’ Sackewitz 83’ | Marcatori | 37’ Lander |

| Arbitro: | Nolte |

|  |           |              |
|  | Marcatori | 55’ Schipper |

| Arbitro: | Kopka |

|                                              |           |                 |
| Rosenfeld 25’ Feilzer 67’ Lehmann 86’ (rig.) | Marcatori | 45’, 63’ Kaczor |

| Arbitro: | Glasneck |

|           |           |                                |
| Mense 64’ | Marcatori | 65’ Stolzenburg 81’ Grunenberg |

| Arbitro: | Ahlenfelder |

|  |           |             |
|  | Marcatori | 84’ Schütte |

| Arbitro: | Niemann |

|              |           |            |
| Fraßmann 66’ | Marcatori | 86’ Herget |

| Arbitro: | Eschweiler |

|            |           |            |
| Kaczor 57’ | Marcatori | 88’ Mrosko |

| Arbitro: | Gathmann |

|                        |           |                   |
| Lopatenko 19’ Wolf 89’ | Marcatori | 3’ (aut.) Grzelak |

| Arbitro: | Winkler |

|                       |           |                        |
| Semlits 40’ Angel 84’ | Marcatori | 2’ Schonert 23’ Hermes |

| Arbitro: | Wuttke |

|  |           |                         |
|  | Marcatori | 53’ Füllborn 89’ Kaczor |

| Arbitro: | Horeis |

|                                             |           |             |
| Füllborn 11’ Kaczor 30’ Fuchs 42’ Angel 84’ | Marcatori | 65’ Reiners |

| Arbitro: | Brückner |

|                |           |             |
| Heddinghaus 4’ | Marcatori | 84’ Leifken |

| Arbitro: | Eschenbach |

|                  |           |                                          |
| Fuchs 32’ (rig.) | Marcatori | 48’ (rig.) Kaemmer 55’ Amiq 90’ Schultze |

#### Girone di ritorno
| Arbitro: | Kautschor |

|           |           |              |
| Mense 10’ | Marcatori | 90’ Krumbein |

| Arbitro: | Filipiak |

|                             |           |             |
| Allig 1’ Wloka 20’ Koch 69’ | Marcatori | 49’ Semlits |

| Arbitro: | Rieb |

|                      |           |               |
| Schütte 7’ Mense 73’ | Marcatori | 74’ Jochimiak |

| Arbitro: | Mölm |

|                           |           |  |
| Rogoznica 25’ Dierßen 68’ | Marcatori |  |

| Arbitro: | Retzmann |

|           |           |          |
| Angel 85’ | Marcatori | 29’ Lenz |

| Arbitro: | Winkler |

|           |           |                                   |
| Lücke 38’ | Marcatori | 6’ Füllborn 52’ Schütte 80’ Mense |

| Arbitro: | Roth |

|  |           |                                   |
|  | Marcatori | 29’ Eilenfeldt 31’, 80’ Sackewitz |

| Arbitro: | Hennig |

|  |           |             |
|  | Marcatori | 13’ Leifken |

| Arbitro: | Meijerink |

|           |           |  |
| Mense 20’ | Marcatori |  |

| Arbitro: | Heitmann |

|  |           |                                  |
|  | Marcatori | 75’ Schütte 80’ Lander 83’ Mense |

| Münster 11 aprile 1980 30ª giornata | Preußen Münster | 0 – 0 referto | RW Oberhausen | Preußenstadion (2 000 spett.)\| Arbitro: \| Gabor \| |
| Arbitro:                            | Gabor           |               |               |                                                      |

| Arbitro: | Wiesel |

|                                      |           |  |
| Herget 11’, 43’ (rig.) Mannebach 72’ | Marcatori |  |

| Arbitro: | Ahlenfelder |

|                                 |           |  |
| Schatzschneider 75’, 90’ (rig.) | Marcatori |  |

| Arbitro: | Weber |

|                  |           |               |
| Mense 70’ (rig.) | Marcatori | 12’ Lopatenko |

| Arbitro: | Pauly |

|                                              |           |           |
| Lüttges 18’ Schonert 58’ Jendrossek 61’, 68’ | Marcatori | 29’ Fuchs |

| Arbitro: | Schön |

|                                  |           |                     |
| Schäfers 52’ Fuchs 66’ Mense 80’ | Marcatori | 43’ Gede 76’ Linßen |

| Arbitro: | Eschenbach |

|                                                           |           |                            |
| Drews 14’ Jakobs 31’ Kunkel 43’ (rig.), 48’ Schaffeld 58’ | Marcatori | 11’, 72’ Mense 70’ Hintzen |

| Arbitro: | Heitmann |

|             |           |             |
| Schütte 51’ | Marcatori | 28’ Spazier |

| Arbitro: | Filipiak |

|            |           |               |
| Frercks 7’ | Marcatori | 77’ Stetskamp |

### Coppa di Germania
| Arbitro: | Horeis |

|            |           |  |
| Krause 14’ | Marcatori |  |

## Statistiche

### Statistiche di squadra
| Competizione      | Punti | In casa | In casa | In casa | In casa | In casa | In casa | In trasferta | In trasferta | In trasferta | In trasferta | In trasferta | In trasferta | Totale | Totale | Totale | Totale | Totale | Totale | DR |
| Competizione      | Punti | G       | V       | N       | P       | Gf      | Gs      | G            | V            | N            | P            | Gf           | Gs           | G      | V      | N      | P      | Gf     | Gs     | DR |
| ----------------- | ----- | ------- | ------- | ------- | ------- | ------- | ------- | ------------ | ------------ | ------------ | ------------ | ------------ | ------------ | ------ | ------ | ------ | ------ | ------ | ------ | -- |
| 2. Bundesliga     | 36    | 19      | 7       | 8       | 4       | 30      | 24      | 19           | 6            | 2            | 11           | 23           | 35           | 38     | 13     | 10     | 15     | 53     | 59     | -6 |
| Coppa di Germania | -     | 0       | 0       | 0       | 0       | 0       | 0       | 1            | 0            | 0            | 1            | 0            | 1            | 1      | 0      | 0      | 1      | 0      | 1      | -1 |
| Totale            | 36    | 19      | 7       | 8       | 4       | 30      | 24      | 20           | 6            | 2            | 12           | 23           | 36           | 39     | 13     | 10     | 16     | 53     | 60     | -7 |

### Andamento in campionato
| Giornata  | 1 | 2 | 3 | 4 | 5 | 6 | 7 | 8  | 9  | 10 | 11 | 12 | 13 | 14 | 15 | 16 | 17 | 18 | 19 | 20 | 21 | 22 | 23 | 24 | 25 | 26 | 27 | 28 | 29 | 30 | 31 | 32 | 33 | 34 | 35 | 36 | 37 | 38 |
| --------- | - | - | - | - | - | - | - | -- | -- | -- | -- | -- | -- | -- | -- | -- | -- | -- | -- | -- | -- | -- | -- | -- | -- | -- | -- | -- | -- | -- | -- | -- | -- | -- | -- | -- | -- | -- |
| Luogo     | T | C | T | C | T | C | T | C  | T  | C  | T  | C  | C  | T  | C  | T  | C  | T  | C  | C  | T  | C  | T  | C  | T  | C  | T  | C  | T  | C  | T  | T  | C  | T  | C  | T  | C  | T  |
| Risultato | V | V | P | V | P | V | P | P  | P  | P  | V  | N  | N  | P  | N  | V  | V  | N  | P  | N  | P  | V  | P  | N  | V  | P  | V  | V  | V  | N  | P  | P  | N  | P  | V  | P  | N  | N  |
| Posizione | 7 | 2 | 8 | 6 | 8 | 6 | 9 | 13 | 15 | 15 | 13 | 11 | 12 | 12 | 12 | 11 | 11 | 11 | 13 | 13 | 13 | 11 | 11 | 13 | 11 | 11 | 10 | 9  | 9  | 9  | 10 | 10 | 10 | 10 | 10 | 10 | 11 | 10 |

Legenda:

Luogo: C = Casa; T = Trasferta. Risultato: V = Vittoria; N = Pareggio; P = Sconfitta.

### Statistiche dei giocatori
| Giocatore     | 2. Bundesliga | 2. Bundesliga | 2. Bundesliga | 2. Bundesliga | Coppa di Germania | Coppa di Germania | Coppa di Germania | Coppa di Germania | Totale   | Totale | Totale      | Totale     |
| Giocatore     | Presenze      | Reti          | Ammonizioni   | Espulsioni    | Presenze          | Reti              | Ammonizioni       | Espulsioni        | Presenze | Reti   | Ammonizioni | Espulsioni |
| ------------- | ------------- | ------------- | ------------- | ------------- | ----------------- | ----------------- | ----------------- | ----------------- | -------- | ------ | ----------- | ---------- |
| D. Agatha     | 25            | 0             | 2             | 0             | 0                 | 0                 | 0                 | 0                 | 25       | 0      | 2           | 0          |
| H. Angel      | 26            | 3             | 3             | 0             | 1                 | 0                 | 0                 | 0                 | 27       | 3      | 3           | 0          |
| K. Corbach    | 3             | 0             | 0             | 0             | 0                 | 0                 | 0                 | 0                 | 3        | 0      | 0           | 0          |
| P. Fraßmann   | 35            | 1             | 0             | 0             | 0                 | 0                 | 0                 | 0                 | 35       | 1      | 0           | 0          |
| W. Fuchs      | 36            | 4             | 3             | 0             | 1                 | 0                 | 0                 | 0                 | 37       | 4      | 3           | 0          |
| P. Füllborn   | 25            | 3             | 0             | 0             | 0                 | 0                 | 0                 | 0                 | 25       | 3      | 0           | 0          |
| S. Held       | 11            | 1             | 0             | 0             | 1                 | 0                 | 0                 | 0                 | 12       | 1      | 0           | 0          |
| U. Hintzen    | 36            | 2             | 7             | 0             | 1                 | 0                 | 0                 | 0                 | 37       | 2      | 7           | 0          |
| E. Jürgens    | 8             | 3             | 2             | 0             | 1                 | 0                 | 0                 | 0                 | 9        | 3      | 2           | 0          |
| E. Kaczor     | 17            | 9             | 1             | 0             | 0                 | 0                 | 0                 | 0                 | 17       | 9      | 1           | 0          |
| H. Klingen    | 17            | 0             | 0             | 0             | 0                 | 0                 | 0                 | 0                 | 17       | 0      | 0           | 0          |
| K. Krekeler   | 31            | 0             | 0             | 0             | 1                 | 0                 | 0                 | 0                 | 32       | 0      | 0           | 0          |
| T. Lander     | 34            | 2             | 5             | 0             | 1                 | 0                 | 0                 | 0                 | 35       | 2      | 5           | 0          |
| R. Leifken    | 29            | 2             | 1             | 0             | 1                 | 0                 | 0                 | 0                 | 30       | 2      | 1           | 0          |
| D. Linders    | 22            | 0             | 0             | 0             | 1                 | 0                 | 0                 | 0                 | 23       | 0      | 0           | 0          |
| W. Mense      | 27            | 12            | 1             | 0             | 1                 | 0                 | 0                 | 0                 | 28       | 12     | 1           | 0          |
| U. Schäfers   | 7             | 1             | 0             | 0             | 0                 | 0                 | 0                 | 0                 | 7        | 1      | 0           | 0          |
| F. Schütte    | 36            | 5             | 5             | 0             | 0                 | 0                 | 0                 | 0                 | 36       | 5      | 5           | 0          |
| O. Semlits    | 22            | 3             | 0             | 0             | 1                 | 0                 | 0                 | 0                 | 23       | 3      | 0           | 0          |
| J. Stetskamp  | 16            | 1             | 1             | 0             | 0                 | 0                 | 0                 | 0                 | 16       | 1      | 1           | 0          |
| J. Wältermann | 1             | 0             | 0             | 0             | 0                 | 0                 | 0                 | 0                 | 1        | 0      | 0           | 0          |
| R. Zumdick    | 0             | 0             | 0             | 0             | 0                 | 0                 | 0                 | 0                 | 0        | 0      | 0           | 0          |